# Guilherme de Gloucester
Guilherme de Gloucester (em inglês: William Henry Andrew Frederick; Hertfordshire, 18 de dezembro de 1941 — Staffordshire, 28 de agosto de 1972), foi um membro da família real britânica, filho mais velho do príncipe Henrique, Duque de Gloucester e neto do rei Jorge V.

## Biografia
O Príncipe Guilherme nasceu em Barnet, Hertfordshire. Seu pai era o Príncipe Henrique, Duque de Gloucester (1900-1974), o terceiro filho do Rei Jorge V e da Rainha Maria. Sua mãe foi a Princesa Alice, Duquesa de Gloucester (1901-2004), a terceira filha do 7° Duque de Buccleuch.
Foi batizado na capela privada do Castelo de Windsor em 22 de fevereiro de 1942, por Cosmo Lang, o então Arcebispo da Cantuária. Seus padrinhos foram: o Rei, a Rainha, o Visconde Gort, Lord William Montagu-Douglas-Scott, a Princesa Helena Victoria de Schleswig-Holstein e Lady Margaret Hawkins.
O Príncipe Guilherme passou inicialmente sua infância em Barnwell Manor, em Northamptonshire, e mais tarde na Austrália, onde seu pai serviu como governador-geral da Austrália entre 1945 e 1947. Ele foi educado na Escola Preparatória de Wellesley House, em Kent, e em Eton College, Londres. Depois de deixar Eton, em 1960, William foi para  Magdalene College, na Universidade de Cambridge, onde estudou História e obteve um bacharelado em Artes. Em 1968, recebeu um mestrado em Humanidades.
Em 1953, o Príncipe Guilherme esteve presente na coroação de sua prima-irmã, a Rainha Elizabeth II.
Depois de se graduar em 1963, passou um ano pós-bacharelato na Universidade de Stanford, estudando Ciências políticas, História dos Estados Unidos da América e Negócios. Ao regressar ao Reino Unido, trabalhou para o banco Lazard. Em 1965, juntou-se ao Ministério de Relações Exteriores e foi designado a um cargo em Lagos, na Nigéria, como o terceiro secretário do comissário superior britânico. Guilherme foi o segundo membro da família real que trabalhou como um cidadão qualquer e que teve uma carreira diplomática. O primeiro tinha sido seu tio, o Príncipe George, Duque de Kent, nos anos 1920. Em 1968, foi transferido para Tóquio, onde serviu como segundo secretário (comercial) na embaixada britânica. 
Em 1970, a saúde do Duque de Gloucester, seu pai, começou a decair, e ele foi diagnosticado com porfiria. Tendo renunciado a sua carreira diplomática e voltado ao Reino Unido, Guilherme passou os dois anos seguintes administrando Barnwell Manor e a realizar deveres públicos, como um membro da realeza.
Ocasionalmente, durante a ausência da Rainha, ele serviu como Conselheiro de Estado.
Um piloto certificado, Guilherme tinha muitas aeronaves e gostava de competições. Ele morreu quando seu avião bateu perto de Wolverhampton. Seu corpo foi enterrado em Frogmore. Com sua morte, seu único irmão, o Príncipe Ricardo, assumiu o título de Duque de Gloucester.
1. ↑  Como um membro da realeza britânica titulado, Guilherme não usava sobrenome; mas quando este era usado, era Windsor